# Ejército espartano
El ejército espartano era la fuerza militar de la ciudad-estado de Esparta, una de las más importantes en la historia de la antigua Grecia. El ejército constituía el pilar principal del estado espartano, en el cual la primera y principal obligación de sus ciudadanos era convertirse en buenos guerreros.
Sometidos al entrenamiento militar desde su infancia, los soldados espartanos eran los más disciplinados, entrenados y temidos de la antigua Grecia. En los momentos de mayor apogeo de Esparta, entre los siglos VI y IV a. C., estaba aceptado comúnmente en Grecia el hecho de que "un soldado espartano valía lo que varios hombres de cualquier otro estado". Esta es una parte de la historia de los ejércitos Espartanos.

## Historia

### El ejército en la época micénica

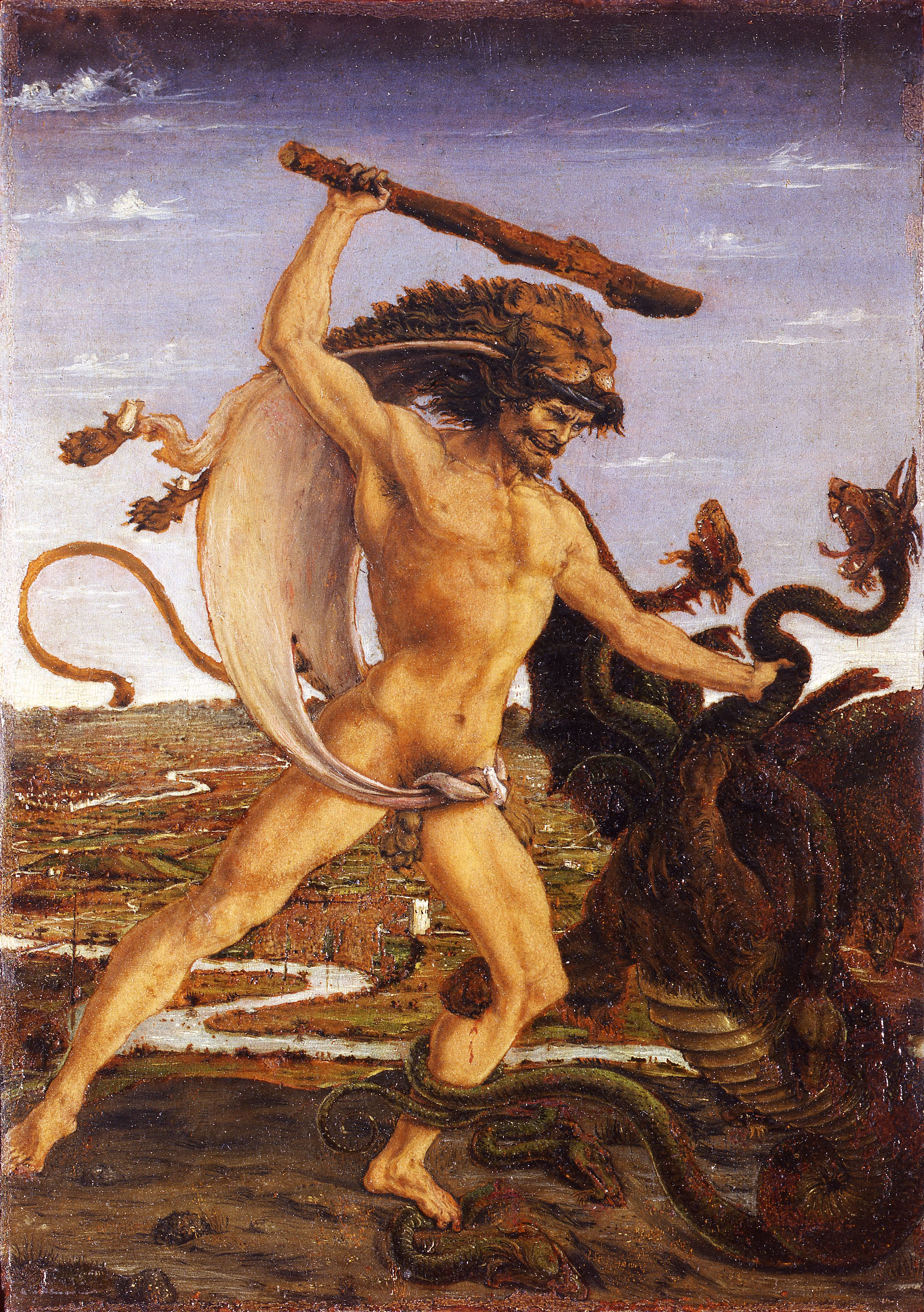
Imagen del héroe Heracles, de quien los reyes de Esparta decían descender.

La primera referencia que nos ha llegado sobre los espartanos en la guerra se remonta a la Ilíada, en la que se relata cómo los espartanos participaron junto con otros contingentes griegos. Al igual que el resto de ejércitos de la civilización micénica, el ejército espartano estaba compuesto principalmente por infantería, la cual iba equipada con lanzas cortas, espadas y el característico escudo griego (dyplon).
Se trata de una era en la que los relatos que tenemos nos ofrecen un tipo de guerra de carácter heroico, basada en tácticas simples que a veces suponían poco más que una carga general. La mayor parte de las bajas se producían en el momento en que uno de los dos ejércitos enfrentados huía en desbandada, momento en el que el otro ejército vencedor podía perseguirle para dar muerte a los soldados en retirada. En este tipo de guerra "heroica" descrita por Homero, el arco se veía como un arma afeminada. 
Los carros de guerra eran utilizados por las élites. Sin embargo, y al contrario que sus análogos de Oriente Medio, parece que su utilización quedaba reducida al papel del transporte del guerrero al lugar de la batalla. En ese momento, el soldado bajaba del carro y luchaba a pie y, si era necesario, el soldado podía volver a tomar las riendas del carro para alejarse del combate. En cualquier caso, también existen relatos en los que los guerreros arrojan su lanza contra el enemigo en el momento previo a desmontar del carro.

### Las reformas de la Época Arcaica y la expansión
La Esparta micénica, al igual que gran parte de Grecia, pronto se vio envuelta por las invasiones dorias, que finalizaron en la civilización micénica y provocaron la conocida como «Edad Oscura de Grecia». Durante esta época, Esparta (o Lacedemón) era un mero pueblo dórico a la ribera del río Eurotas, en Laconia.
A comienzos del siglo VIII a. C., sin embargo, la sociedad espartana se transformó. Las reformas, que más tarde la leyenda acabaría atribuyendo a la figura posiblemente mítica de Licurgo, supondrían la creación de nuevas instituciones y el establecimiento de un reciente estado espartano de corte militarista. La nueva constitución de Esparta permanecería inalterada durante los siguientes cinco siglos.
Desde aproximadamente el año 750 a. C. Esparta se embarcaría en una expansión continua, que le llevaría en primer lugar a someter a Amiclas y otros pueblos de Laconia para más tarde, en la primera guerra mesenia, conquistar el fértil territorio de Mesenia. A comienzos del siglo VII a. C. Esparta era, junto con Argos, el poder dominante en el Peloponeso. Ambas polis se enfrentaron por la posesión de dos territorios fronterizos, Cinuria y Tirea, zonas cerealistas. Fue en el marco de estas luchas con los argivos que Esparta adoptó el estilo hoplita de combate, aproximadamente entre los años 680 y 660 a. C.
En el siglo VI a. C., la política expansionista comportaba un cierto peligro para Esparta y frenó la evolución sociocultural del estado espartano. Después de someter a los mesenios en el transcurso de dos guerras y de reducirlos a la condición de ilotas, los espartanos encontraron una fuerte resistencia en Arcadia, región situada al norte del estado lacedemonio.

### Establecimiento de la hegemonía espartana sobre el Peloponeso
Inevitablemente, los dos poderes dominantes en el Peloponeso, Argos y Esparta, terminarían colisionando. El enfrentamiento comenzó decantándose del lado de Argos, tras su victoria en la batalla de Hysias del año 669 a. C. Esta derrota espartana fue el desencadenante de la segunda guerra mesenia, que ocupó al ejército espartano durante casi veinte años.
A lo largo del siglo VI a. C., Esparta aseguraría su control sobre la península del Peloponeso: Arcadia fue obligada a reconocer la supremacía espartana, Argos perdió la ciudad de Cinuria cerca del 546 y sufrió un duro golpe a manos de Cleómenes I en la batalla de Sepea del año 494. Mientras tanto, una serie de expediciones espartanas contra las tiranías sirvieron para incrementar enormemente su prestigio militar.
A comienzos del siglo V a. C., Esparta era la potencia indiscutible del sur de Grecia, y ostentaba la hegemonía de la recién creada Liga del Peloponeso (que era más conocida para sus contemporáneos como los «lacedemonios y sus aliados»).

### Guerras contra Persia y Guerras del Peloponeso

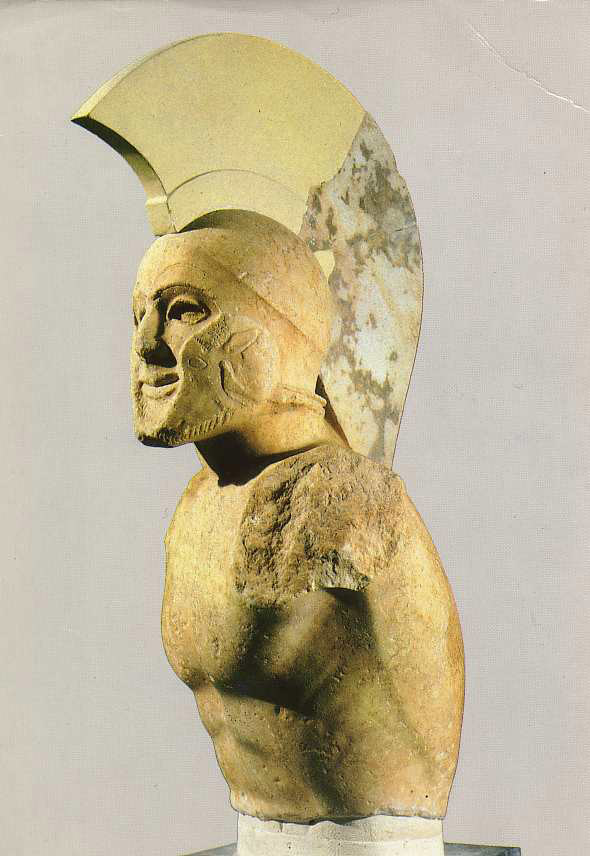
Estatua de mármol de un hoplita. Es posible que represente a Leónidas I, rey de Esparta. Museo Arqueológico de Esparta, Grecia.

A finales del siglo VI a. C., Esparta era reconocida como la ciudad-estado preeminente de Grecia. El rey Creso, de Lidia, firmó con ellos una alianza y, más tarde, las ciudades griegas de Asia Menor apelaron a también a Esparta en busca de ayuda en la revuelta jónica.
En la segunda invasión persa, liderada por Jerjes I, Esparta recibió el liderazgo general de las fuerzas griegas en tierra y mar. Debido a esto, los espartanos jugaron un papel crucial en la expulsión de los invasores, principalmente en la batalla de las Termópilas y la batalla de Platea. En los hechos posteriores, sin embargo, los acuerdos del general Pausanias con los persas y la falta de interés de los espartanos en luchar muy alejados de su tierra supuso que se retiraran a una especie de aislamiento relativo, que supuso que fuese la ciudad de Atenas la que asumiese el mando en el esfuerzo contra los persas. La tendencia aislacionista de Esparta se vio fortalecida por las revueltas de algunos de sus aliados y por un gran terremoto en el año 464 a. C., al que le siguió una revuelta a gran escala de los ilotas mesenios.
Más adelante, el crecimiento de Atenas como potencia llevaría a las consiguientes fricciones entre las dos ciudades, que a su vez desembocarían en dos conflictos a gran escala, la primera y la segunda guerra del Peloponeso, que devastaron Grecia. Esparta sufrió una serie de duros reveses militares en estas guerras, incluyendo el primer caso de rendición de una unidad espartana completa en la batalla de Esfacteria en 425 a. C., pero finalmente lograron la victoria gracias a la ayuda de los persas. Bajo el mando de Lisandro, la flota peloponesia (financiada con dinero persa) capturó las ciudades de la alianza ateniense y logró la decisiva victoria naval de Egospótamos que forzó a los atenienses a rendirse. La guerra dejó a Esparta en posesión de la hegemonía sobre la totalidad de Grecia.

### La corta «hegemonía espartana»
Esta situación hegemónica del estado de Esparta sobre los demás estados de Grecia no duró demasiado. Esparta había sufrido duras bajas en las Guerras del Peloponeso, y su mentalidad conservadora y en ocasiones demasiado estrecha de miras, pronto provocó la alienación de muchos de sus aliados. En concreto, la ciudad-estado de Tebas se enfrentó a Esparta en varias ocasiones, minando con ello su autoridad, y la guerra de Corinto que siguió a esos hechos llevó a la humillante Paz de Antálcidas, impuesta por Persia, que destruyó la reputación de Esparta como protectora de la independencia de las ciudades estado griegas.
Al mismo tiempo, el prestigio militar espartano sufrió un duro golpe cuando un contingente de 600 hombres fue diezmado por peltastas (tropas ligeras) dirigidas por Ifícrates. A pesar de su continuo esfuerzo militar, Esparta era incapaz de proyectar su poder por encima de la totalidad de Grecia, y sufría de escasez de recursos humanos militares que se agravaban por su negativa a reformar el ejército para solventar ese problema. La consecuencia final fue que la fuerza de Esparta se colapsó tras la desastrosa derrota ante la fuerza tebana liderada por Epaminondas en la batalla de Leuctra, en 371 a. C. La batalla supuso la pérdida de numerosos espartiatas (las tropas ciudadanas de Esparta que tenían menor rango que el hoplita), y el final de su control de Mesenia.

### Historia posterior a.C.
Después del desastre de Leuctra y el ascenso de Tebas, Esparta quedó reducida al estatus de potencia de tercer nivel, y se encerró en su aislamiento. Los espartanos fueron, curiosamente, el único estado griego que se negó a participar en las campañas de Alejandro Magno en Persia y, por ese motivo, cuando Alejandro envió 300 escudos persas capturadas en la batalla del Gránico, envió también el siguiente mensaje:

Alejandro, hijo de Filipo, y los griegos - excepto los espartanos - de los bárbaros que viven en Asia

Durante la ausencia de Alejandro en Oriente el rey Agis III provocó una revuelta, pero fue derrotado. Tras la muerte de Alejandro, Esparta volvió a verse envuelta como estado independiente en muchas de las guerras del siglo III a. C.. Bajo los reyes reformistas Agis IV y Cleómenes III disfrutó de un corto renacimiento y logró una serie de éxitos contra la Liga Aquea, pero terminó con su derrota en la batalla de Selasia. El último resurgimiento de Esparta tuvo lugar bajo el mando de Nabis, pero tras su derrota en la Guerra contra Nabis la ciudad fue incorporada en la Liga Aquea en 189 a. C. Esto supuso el final de Esparta como poder independiente, y más tarde quedaría sometida al gobierno de Roma, aunque manteniendo el estatus de ciudad autónoma.

## Organización del ejército

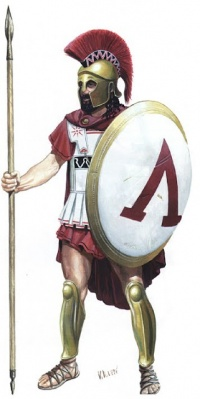
Hoplita espartano.

### Estructura social
Los ciudadanos de Esparta (también conocidos como los «lacedemonios») estaban divididos en tres clases. La primera de ellas estaba formada por los ciudadanos plenos, conocidos como espartiatas u homoioi («iguales»), que recibían una cantidad de tierra (kleros) a cambio de su servicio militar. La segunda clase eran los periecos, no ciudadanos de condición libre, generalmente mercaderes, artesanos y marineros. Esta clase, dentro del ejército, constituía la infantería ligera y llevaba a cabo trabajos militares auxiliares. La tercera y más numerosa clase eran los ilotas, siervos propiedad del estado que eran utilizados para cultivar la tierra de los espartiatas. En el siglo V a. C., los ilotas también eran utilizados como tropas ligeras en las escaramuzas.
Los homoioi eran el núcleo central del ejército espartano: participaban en la Asamblea espartana (Apella) y constituían la fuente de la que se nutría el ejército para formar a sus soldados hoplitas, que componían la base del ejército. Es más, los homoioi estaban obligados por ley a ser soldados y nada más, teniendo prohibido aprender o ejercitarse en cualquier otra actividad. En gran medida, la necesidad de mantener un continuo despliegue militar en la sociedad espartana suponía la obligación de mantener a un número cada vez más vasto de ilotas subyugados.
Uno de los principales problemas de la sociedad espartana con el paso del tiempo fue la caída del número de ciudadanos con plenos derechos (oligantropía), lo cual supuso consecuentemente una caída en el número de soldados que formaban el núcleo del ejército: el número de homoioi disminuyó desde los 6000 ciudadanos existentes en 640 a. C., hasta tan solo 1000 en 330 a. C. Esto supuso que los espartanos se viesen obligados a utilizar hoplitas reclutados de entre los ilotas, y que en ocasiones viesen la necesidad de otorgar la libertad a algunos de ellos, los neodamodes, y a darles tierras en las que establecerse a cambio de que cumpliesen un servicio militar.
Por otra parte, la población de espartiatas se dividía entre distintos grupos en función de su edad. Los más jóvenes (menores de 20 años) se consideraban más débiles debido a su falta de experiencia, y a los más mayores (más de 60 años o, en épocas de crisis, de 65) solo se les llamaba a filas en caso de emergencia, y para defender las caravanas de suministros.

### Estructura táctica
La principal fuente para el conocimiento de la organización del ejército espartano son los escritos de Jenofonte, que admiraba a los espartanos. Su obra La Constitución de los lacedemonios ofrece una visión detallada del Estado y la sociedad espartana a comienzos del siglo IV a. C. Otros autores, como Tucídides, también ofrecen información al respecto, aunque no tan confiable como la de los relatos de Jenofonte, cuya información fue obtenida de primera mano.
Se sabe poco de la organización del ejército anterior a esa época, y existe un gran margen para la especulación. La primera forma de organización militar y social (durante el siglo VII a. C.) parece que podría haber consistido en las tres tribus (llamadas phylai y con los nombres de Pamphyloi, Hylleis y Dymanes) que aparecen en la segunda guerra mesenia (685-668 a. C.). Una subdivisión posterior fue la «fraternidad» (phratra), y se tiene constancia de la existencia de 27, nueve por cada tribu. En algún momento, esta división fue reemplazada por cinco divisiones territoriales, los obai (que significa «pueblo») y que aportaban un lochos de unos 1.000 hombres cada uno. Parece ser que este sistema todavía se usaba en las guerras contra Persia, como puede inferirse de las referencias que Heródoto hace a los lochoi en su Historia. Esparta adoptó el estilo hoplita de combate aproximadamente entre los años 680 y 660 a. C.
Los cambios que acaecieron entre las Guerras contra Persia y las Guerras del Peloponeso no se encuentran documentadas aunque, según Tucídides, en la batalla de Mantinea del año 418 a. C. había presentes 7 lochoi, cada uno de los cuales estaba dividido en cuatro pentekostyes de 128 hombres cada uno, y 16 enōmotiai de 32, dando un total de 3.584 hombres para el ejército espartano principal. A finales de la Guerra, la estructura había evolucionado todavía más con la finalidad de combatir la escasez de soldados y para crear un sistema más flexible que permitiese a los espartanos enviar destacamentos más pequeños a campañas o guarniciones fuera de su tierra natal. Según Jenofonte, la unidad básica seguía siendo la enōmotia, con 36 hombres en tres filas de doce bajo el mando de un enomotarca (enōmotarches). Dos enōmotiai formaba un pentēkostys de 72 hombres bajo el mando de un pentēkontēr, y dos pentēkostyai se agrupaban en un lochos de 144 hombres dirigidos por un lochagos. Cuatro lochoi componían una mora de 576 hombres, la unidad táctica más grande del ejército espartano, a cuyo mando se encontraba un polemarca. Seis morai componían el ejército espartano en campaña, a los que se añadían los skiritai y los contingentes enviados por estados aliados.

#### Los reyes y loshippeis
El ejército completo de Esparta era dirigido oficialmente en la batalla por los dos reyes. En un inicio, los dos reyes acudían al mismo tiempo a la batalla y dirigían las operaciones bélicas desde la vanguardia, pero a partir del siglo VI a. C. se decidió enviar solo a uno, permaneciendo el otro en la ciudad. Al contrario que lo habitual en otros estados, la autoridad de los reyes de Esparta estaba muy limitada, y el poder real estaba en manos de cinco hombres electos, llamados éforos (ephoroi). Por el contrario, en épocas remotas tenían la facultad de declarar la guerra a cualquier enemigo sin la oposición de ningún espartiata, pues de lo contrario dicho individuo incurriría en sacrilegio. Las prerrogativas reales en el ámbito militar debieron cambiar en la época de Heródoto, y ser exclusivas de los éforos y de la gerusía. Quizás la conducta de Cleómenes I hizo que el historiador de Halicarnaso creyera en la exclusiva autoridad de los soberanos espartanos en todo lo concerniente a la guerra, basándose en que dicho rey actuó con total independencia en el episodio de la expulsión de Aristágoras de Mileto cuando le solicitó ayuda para la revuelta jónica (499 a. C.) El historiógrafo alemán Georg Busolt admite que en esta época un monarca pudiera ordenar personalmente expulsar a un extranjero que había acudido a Laconia demandando ayuda militar. En sentido contrario se manifiestan Tucídides y Jenofonte, para quienes la decisión era competencia de la Apella, y los éforos eran quienes trataban con los embajadores o delegaciones extranjeras.
Por otra parte, los reyes iban acompañados por un selecto grupo de 300 hombres que componían la guardia real, y que recibían el nombre de hippeis («caballeros»). A pesar de su título, se trataba de hoplitas de infantería, al igual que todos los demás homoioi. En realidad, los espartanos no llegaron a utilizar caballería propia hasta las épocas más tardías de la guerra del Peloponeso, cuando se añadieron pequeñas unidades de 60 hombres de caballería a cada mora.
Los hippeis formaban parte de la primera mora, y eran la élite del ejército espartano. Siendo ese su estatus, se desplegaban invariablemente en el flanco derecho de la línea de batalla, puesto que era ese flanco el lugar de honor reservado para los mejores soldados. Eran seleccionados todos los años por oficiales especialmente comisionados para ello, los hippagretai, y se buscaban entre los hombres con experiencia de batalla y con hijos, de forma que su línea de sucesión continuase en caso de muerte. Fueron los hippeis los que lucharon en una competición celebrada en 546 a. C. contra los caballeros de Argos, y fueron también los hippeis los 300 soldados que acompañaron al rey Leónidas I en su famosa batalla contra los persas en las Termópilas.

#### Caballería
En 424 a. C. se creó un cuerpo de caballería compuesto por 400 jinetes, aunque eran una parte pobre dentro del ejército espartano, los caballos pertenecían a los más ricos y solo entregaban las monturas a los jinetes cuando eran movilizados para una batalla. Los jinetes eran por lo general los más débiles físicamente y eran probablemente de la clase inferior, ya que la línea de batalla para un espartiata era el lado derecho.
La caballería lacedemonia estuvo presente en Mantinea en 418 a. C. cuando fue añadida a cada mora. Agesilao II organizó y entrenó una fuerza de caballería mercenaria compuesta por caballos tesalios mientras estuvo en Asia. La caballería tesalia era considerada como la mejor en aquellos tiempos. En la batalla de Lequeo de 391 a. C. el funcionamiento de la caballería espartana había sido inadecuada en el mejor de los casos. Agesilao en su campaña en Beocia en 377-376 a. C., utilizó una fuerza de 1500 jinetes mercenarios. En Leuctra, Cleómbroto II no disponía de ningún jinete mercenario y su caballería espartana fue profundamente derrotada por los tebanos.
La caballería no era una fuerza militar de gran importancia en el ejército espartano, ya que solo un pequeño sector de la ciudadanía podía permitirse sufragar los gastos del equipo y del caballo, por lo que estos contingentes no eran muy abundantes. El papel de los caballeros sería casi exclusivamente auxiliar, dedicándose a la exploración y a la protección de las tropas de infantería, al hostigamiento a distancia o a la persecución del enemigo durante su huida. 

#### La infantería ligera
En el ejército espartano también luchaban, junto a los hoplitas, unidades de infantería ligera de ilotas. Ellos carecían de protecciones en sus cuerpos, utilizando armas arrojadizas, especialmente jabalinas. Su estrategia consistía en atacar por sorpresa y retirarse del campo de batalla. Las jabalinas solían medir poco más de metro y medio, rematándose con una punta metálica. Empleada fundamentalmente para la caza. Sin embargo, los hoplitas no disponían de este tipo de armas ya que se consideraban más efectivas la lanza y la espada. Los esquiritas formaban un cuerpo de élite de infantería ligera, un loche (batallón), una parte de los 600 hombres, que servía de complemento del ejército ciudadano. Combatían en la extrema izquierda de la línea de batalla, que era el puesto más amenazado de la falange hoplítica. También había ilotas honderos en el ejército espartano. Como proyectiles se podían emplear piedras, pero habitualmente la munición eran balas en forma de bellota, hechas en barro cocido o plomo, que recibían el nombre de glandes.

## Entrenamiento
Durante el periodo arcaico griego, de entre 700 y 600 a. C., la educación en la mayor parte de los estados griegos y con independencia del sexo se centraba en las artes. Cuando los niños eran más mayores, entonces la población masculina recibía también la correspondiente instrucción militar. Sin embargo, a partir del siglo VI a. C. en adelante, el carácter militarista del estado de Esparta se fue volviendo más pronunciado, y la educación de esta ciudad-estado quedó volcada en cubrir las necesidades de la guerra.
Tanto los niños como las niñas eran criados por las mujeres de la ciudad hasta la edad de siete años, momento el cual los niños varones (paidia) eran apartados de sus madres para agruparles juntos en los denominados agelai. En ese momento eran educados para soportar la escasez y las situaciones más duras. Se les proveía de muy escasa comida y ropa, lo cual favorecía que intentasen robar. Por otro lado, si se les cogía robando eran castigados, pero no por el hecho de estar robando sino por no haber sido lo suficientemente buenos en ello y haber sido atrapados. Existe una historia muy característica sobre los robos, contada por Plutarco: «Los niños convirtieron el robo en una cuestión verdaderamente seria, hasta el punto de que uno de ellos, según cuenta la historia, llevaba oculto bajo su ropa un zorro que había robado. Aguantó que el animal mordiera y arañase su cuerpo y prefirió morir por ello antes que dejar que su robo fuese descubierto». Por otra parte, los chicos eran educados para fomentar la competición entre ellos en juegos y en combates de entrenamiento, a la vez que fortalecían el espíritu de pertenencia al grupo. En cuanto a la educación intelectual, los niños aprendían a leer y a escribir, y memorizaban las elegías de Tirteo que elogiaban el valor guerrero y la vigorosa afirmación del ideal moral de la patria espartana y de las celebraciones de la muerte por ella, todo ello en el marco de la segunda guerra mesenia sobre la que escribió el poeta.
A los doce años, los niños pasaban a ser jóvenes (meirakion). Se intensificaba su educación física, su disciplina se hacía mucho más estricta y los chicos eran abrumados con una gran cantidad de tareas. Debían andar siempre descalzos, y vestían solo una túnica tanto en invierno como en verano.
La mayoría de edad se alcanzaba a la edad de 18 años, y el joven adulto (eiren) comenzaba sirviendo como entrenador de los más pequeños. Al mismo tiempo, los chicos más prometedores eran seleccionados para la Krypteia. Al cumplir 20 años, los espartanos pasaban a ser elegibles para el servicio militar, y se unían a una de las mesas (sisitia), en las que estaban incluidos 15 hombres de edades diferentes. Aquellos que eran rechazados quedaban en una forma de ciudadanía inferior, puesto que solo los soldados podían ser homoioi. En cualquier caso, e incluso después de eso, incluso durante el matrimonio y hasta aproximadamente la edad de 30 años, pasarían la mayor parte del día en los barracones con su unidad. Los deberes del servicio militar duraban hasta los 60 años, si bien existen casos registrados de personas de más edad participando en campañas en tiempos de crisis.
A lo largo de toda su vida adulta, los homoioi continuaban bajo un régimen de entrenamiento realmente estricto. Sobre el particular, Plutarco comenta que «...eran los únicos hombres en el mundo para los que la guerra suponía un respiro del entrenamiento para la guerra.» La valentía era la principal virtud para los espartanos: Las madres espartanas solían dar a sus hijos que partían a la guerra su escudo a la vez que decían «¡Con él o sobre él!», en el sentido de «vuelve con él, o transportado encima de él» y debido a que en la batalla, el pesado escudo de los hoplitas era el primer elemento que un soldado abandonaba cuando quería escapar.

## El ejército en campaña

### Tácticas

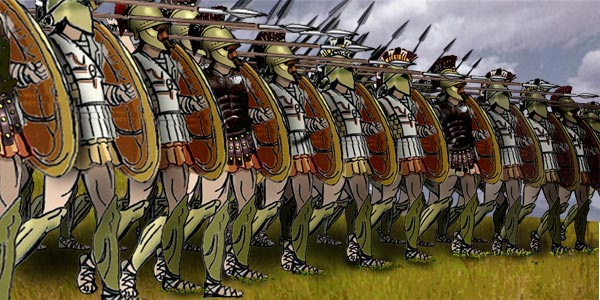
Reconstrucción de una falange avanzando en formación cerrada.

Al igual que otros estados griegos, el ejército espartano estaba basado en la infantería, y luchaba mediante el empleo de la formación de falange. Los espartanos no introdujeron ninguna innovación táctica o cambios significativos en la guerra de soldados hoplitas. Por el contrario, su ventaja fundamental frente a otros estados se basaba en que el continuo entrenamiento y superior disciplina hacía que su falange estuviese mucho mejor cohesionada y fuese más efectiva en el campo de batalla. Utilizaban la falange al estilo clásico, en una línea única con una profundidad uniforme de entre 8 y 12 hombres. Cuando luchaban junto con sus aliados, los espartanos normalmente ocupaban el flanco honorario, que era el derecho. Si, como solía ocurrir, los espartanos lograban la victoria en su flanco, entonces giraban hacia la izquierda para arrollar la formación enemiga desde el flanco.
Durante la guerra del Peloponeso, los enfrentamientos se fueron haciendo cada vez más fluidos, y las tropas ligeras se usaban cada vez en mayor grado por lo que las tácticas fueron evolucionando para adaptarse a ese cambio. Sin embargo, en los enfrentamientos entre falanges lo que prevalecía a la hora de conseguir la victoria era la resistencia y la capacidad de empujar más que el enemigo. 
La falange espartana solo pudo ser derrotada cuando los tebanos, con Epaminondas al mando, modificaron la estructura de la falange para inventar la falange oblicua. Epaminondas, en la batalla de Leuctra, incrementó la profundidad del flanco izquierdo de su falange, que debía enfrentarse a los espartanos ubicados en el flanco derecho de la línea enemiga, y gracias a esa innovación táctica pudo arrollar a las tropas de élite enemigas antes de que su debilitado flanco derecho pudiese sucumbir.

### Marchando
Según Jenofonte, el ejército era movilizado por los éforos, y solo tras una serie de ceremonias y sacrificios religiosos el ejército se reunía y marchaba al frente. El ejército marchaba precedido por el rey, con los esquiritas (skiritai) y las tropas de caballería actuando como guardia de avanzada y partidas de exploración. Las provisiones necesarias (cebada, queso, cebolla y carne en salazón) se llevaban junto con el ejército, y cada espartano iba acompañado de un sirviente ilota. Cada mora marchaba y acampaba de forma separada, y contaba con su propia caravana de aprovisionamiento.
Por último, el ejército espartano ofrecía un sacrificio a los dioses para saber su disposición al respecto, cuando partían de Esparta y atravesaban los límites de su territorio, y lo mismo hacían todas las mañanas previas a la batalla. El rey o los oficiales eran los encargados de hacerlo y, si los presagios no eran favorables, un líder podía rechazar seguir marchando o enfrentarse al enemigo.
Previamente al inicio de una campaña o de una batalla enviaban heraldos con la misión de anunciar la guerra, y que aunque no ha sido determinado stricto sensu, consistían en unos ritos: por ejemplo «la práctica de que un cordero atravesara la frontera simbolizaba la intención de las tropas agresoras de asolar el territorio enemigo y transformarlo en pasto».

## Equipamiento
Los espartanos utilizaban el mismo equipamiento típico de los hoplitas de la Antigua Grecia. La única marca distintiva de los espartanos con respecto a sus vecinos griegos eran su túnica (chitōn) y su manto (himatión), de color escarlata, así como el pelo largo, que los espartanos mantuvieron durante mucho más tiempo que la mayor parte de los griegos. Para los espartanos, el pelo largo mantenía su antiguo significado arcaico como símbolo del hombre libre. Por otro lado, para los griegos del siglo V a. C., su peculiar asociación con los espartanos había llegado a hacer que tuviese el significado de simpatía política a favor de estos. En el siglo V a. C. y en Atenas dejarse crecer el cabello (komân) era una señal de «filolaconismo» (simpatía por el estilo de vida y las costumbres laconias).
Otro símbolo espartano muy conocido, y adoptado a mediados del siglo V a. C., era la letra lambda (Λ), que hacía referencia a la región de Laconia o Lacedemonia y que iba pintada en los escudos de los espartanos. Los hoplitas espartanos a menudo son representados llevando una cresta atravesada en su casco, si bien se trata posiblemente de un símbolo utilizado para identificar a los oficiales.
En el periodo arcaico, los espartanos estaban equipados con armaduras de bronce articuladas, cnémidas para las piernas, y el casco, normalmente un casco corintio. A menudo se discute qué tipo de armadura para el torso utilizaban los espartanos durante las guerras médicas, si es que usaron alguno, aunque parece probable que continuasen llevando corazas de bronce, aunque de un estilo algo más esculpido, o bien que hubiesen llevado el linotórax en su lugar. En la última parte del siglo V a. C., cuando la guerra se había vuelto más flexible y los enfrentamientos a gran escala entre falanges eran más raros, los griegos fueron abandonando muchas de las formas de armadura corporal utilizadas hasta entonces. Los lacedemonios también adoptaron una nueva túnica, la exomis, que podía colocarse de forma que dejase el brazo y el hombro derecho descubiertos y libres para entablar el combate. Además, y junto con la lanza, los espartiatas también iban armados con un xifos como arma secundaria. 
Los espartanos mantuvieron el sistema tradicional de la falange hoplita hasta las reformas de Cleómenes III, cuando fueron equipados con la sarissa macedonia y comenzaron a entrenarse en el estilo de la falange macedonia.

## La Armada

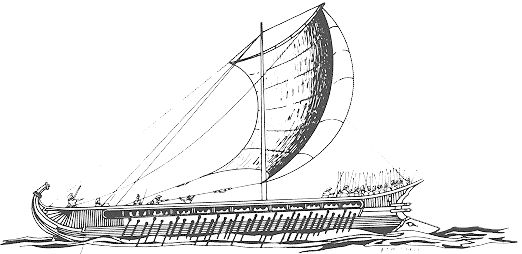
Trirreme griego.

A través de su historia, los espartanos se caracterizaron por ser el ejército de tierra por excelencia. Durante las Guerras Persas, contribuyeron con un pequeño contingente naval de 20 trirremes y con el comandante supremo de la flota, pero siempre se apoyaron en sus aliados, y principalmente en los corintios, para conseguir una fuerza naval de consideración. Este hecho supuso que, cuando estalló la guerra del Peloponeso, los espartanos tenían el dominio militar en tierra, pero los atenienses eran la potencia suprema en el mar. Los espartanos saquearon el Ática repetidamente, pero los atenienses siguieron siendo bien provistos por mar, y fueron capaces de enviar incursiones de saqueo por su cuenta a lo largo del Peloponeso con su flota. Fue la creación de una armada propia lo que permitió a Esparta vencer a Atenas.
Gracias a los fondos procedentes del tesoro persa, Lisandro, que había sido nombrado navarca en 407 a. C., fue capaz de reunir una armada fuerte, y consiguió amenazar y finalmente destruir la preeminencia ateniense en el mar Egeo. Sin embargo, el mantenimiento de dicha armada duraría poco, y no sobreviviría a los acontecimientos de la guerra de Corinto: en la batalla de Cnidos de 394 a. C., la armada espartana sería derrotada de forma definitiva por una flota conjunta de Atenas y Persia, en lo que supondría el final de la breve supremacía naval espartana. El golpe final lo recibirían 20 años más tarde, en la batalla de Naxos de 376 a. C.
Desde ese momento, los espartanos mantendrían una pequeña flota de forma periódica, pero su efectividad estaría limitada. Finalmente, el último momento de apogeo de la flota espartana sería bajo el gobierno de Nabis, que creó una flota con ayuda de sus aliados cretenses para controlar la línea de costa de Laconia.